# Selçuk İnan
Selçuk İnan (ur. 10 lutego 1985 w Aleksandretcie) – były turecki piłkarz występujący na pozycji pomocnika, trener.

## Kariera klubowa
Selçuk zawodową karierę rozpoczynał w sezonie 2002/2003 w barwach drugoligowego Dardanelsporu. W debiutanckim sezonie zagrał tam w 20 ligowych meczach i strzelił w nich 2 gole. W pierwszej drużynie Dardanelsporu spędził 3,5 roku. W tym czasie rozegrał tam 75 spotkań i zdobył 6 bramek.
W styczniu 2006 przeszedł do pierwszoligowego Vestelu Manisaspor. W tureckiej ekstraklasie zadebiutował 21 stycznia 2006 w wygranym 2:0 meczu z MKE Ankaragücü. Od czasu debiutu w Manisasporze, Selçuk był jego podstawowym graczem. 11 lutego 2006 w wygranym 3:1 pojedynku z Sivassporem strzelił pierwszego gola w trakcie gry w pierwszej lidze tureckiej. W sezonie 2007/2008 zajął z klubem 16. miejsce w lidze i spadł z nim do drugiej ligi. Wówczas jednak odszedł z klubu.
Za 2 miliony euro przeniósł się do pierwszoligowego Trabzonsporu. Pierwszy ligowy występ w jego barwach zanotował 24 sierpnia 2008 w wygranym 2:0 spotkaniu z Ankarasporem. Sezon 2008/2009 zakończył z klubem na trzecim miejscu w lidze.
W 2011 roku przeszedł do Galatasaray SK.

## Kariera reprezentacyjna
W reprezentacji Turcji Selçuk zadebiutował 13 października 2007 w zremisowanym 1:1 meczu eliminacji Mistrzostw Europy z Mołdawią. Ostatecznie Turcja awansowała na Euro, jednak Selçuk nie został powołany do kadry na ten turniej.